# تحويلة بلالوك-توسيغ

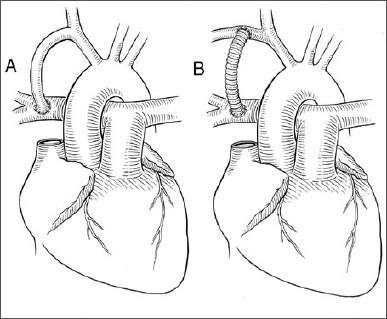
التحويلة الأصلية (إلى اليسار)، والتحويلة المعدلة (إلى اليمين)

تحويلة بلالوك-توماس-توسيغ (بالإنجليزية: Blalock–Thomas–Taussig shunt)‏، وتُعرف عادة بتحويلة بلالوك-توسيغ (بالإنجليزية: Blalock–Taussig shunt)‏ هي إجراء جراحي يُجرى بهدف زيادة تدفق الدم إلى الرئتين في أمراض القلب الزراقية كرتق الرئة (بالإنجليزية: pulmonary atresia)‏، الذي يعد من أكثر أسباب متلازمة الطفل المزرق شيوعًا. وقد كان أول استخدام لهذه العملية في الأطفال المصابين برباعية فالو.
ابتكر هذه التحويلة جراح القلب الأمريكي ألفرد بلالوك والطبيبة هيلين توسيغ وفني المختبر فيفيان توماس، وتستخدم كإجراء مؤقت لتخفيف الزرقة بتوجيه سريان الدم إلى الرئتين لحين إعداد الطفل لعملية تصليحية أو تلطيفية، وقد تستخدم كخطوة أولى من عملية فونتان.
في هذه العملية يُفصل أحد فروع شريان تحت الترقوة أو الشريان السباتي ويوصل بالشريان الرئوي.